# Gundam: Virtual Modeler - Pro - Ver.1.O
Gundam: Virtual Modeler - Pro - Ver.1.O est un logiciel de modélisation développé et édité par Bandai sur Power Macintosh en 1996, qui basé sur l'anime Mobile Suit Gundam.